# Coelometopon fimbriatum
Coelometopon fimbriatum är en skalbaggsart som beskrevs av Perkins 2005. Coelometopon fimbriatum ingår i släktet Coelometopon och familjen vattenbrynsbaggar. Inga underarter finns listade i Catalogue of Life.